# Ripple (música)
"Ripple" é a sexta música do álbum do Grateful Dead, American Beauty. Foi lançado como o lado B do single "Truckin'".

## Contexto
Robert Hunter escreveu esta música em 1970 em Londres, na mesma tarde em que escreveu "Brokedown Palace" e "To Lay Me Down". A música estreou em 18 de agosto de 1970 no Fillmore West, em São Francisco. Jerry Garcia escreveu a música para esta música.
Várias linhas ao longo da música foram comparadas com o 23º Salmo da Bíblia.
Hunter disse que Ripple continha as letras de que mais se orgulhava: “Reach out your hand, if your cup be empty/ If your cup is full, may it be again/ Let it be known there is a fountain/ That was not made by the hands of men”.

## Versões de capa
As versões cover foram gravadas por Chris Hillman, Jane's Addiction (em Deadicated), The New Riders of the Purple Sage, Jimmie Dale Gilmore, Rick Danko, Dar Williams, Built to Spill, Sally's Fiddle Boys, The McLovins, The Walkmen e Norah Jones. Sex Mob e David Ake. Em julho de 2015, uma versão cover com vários músicos de todo o mundo foi produzida pelo Playing for Change ("um movimento criado para inspirar e conectar o mundo através da música").

## Na cultura popular
Vários ensaios foram escritos analisando e anotando essa música.
A música é apresentada no final do último episódio do programa de TV Freaks and Geeks, intitulado "Discos and Dragons", e no episódio de My Name Is Earl, intitulado "Creative Writing".
O filme dramático de 1985 Mask, com Cher e Eric Stoltz, apresentou essa música.

A música também aparece na última cena do quarto episódio ("Acid Tests") da série televisiva Taken, de Steven Spielberg, e é mencionada no romance de Stephen King e Peter Straub, Black House.